# Calle Washington (Tranvía de San Diego)
La Calle Washington es una estación del tranvía de San Diego localizada cerca del centro de San Diego, California funciona con la línea Azul y el Servicio de Eventos Especiales. La estación de la que procede a esta estación es Old Town Transit Center y la estación siguiente es Middletown.

## Zona
La estación se encuentra localizada cerca de la Interestatal 5 entre la Calle Washington y la Calle Kurtz.

## Conexiones
La estación no cuenta con conexiones directas, sin embargo se encuentran varias rutas muy cerca a la estación como la Ruta 10 en la Calle Washington. 